# Симоненко, Ярослава Анатольевна
Ярослава Анатольевна Симоненко (до 2017 — Санникова; (род. 27 июня 1996 года, Челябинск) — российская волейболистка, нападающая-доигровщица.

## Биография
Родилась 27 июня 1996 года в Челябинске. У неё есть старшая сестра Яна (род. 1995), которая также является волейболисткой.
Ярослава — воспитанница челябинского волейбола. В ДЮСШ тренировалась под руководством Любови Борисовны Гамовой и Людмилы Владимировны Суховой.
Выступала за команды «Олимп» (2013—2015), «Метар» (2015—2016), «Воронеж» (2016—2017), «Северянка» (2017—2018), «Уралочка-НТМК» (2018—2019).
В июле 2019 года перешла в клуб «Протон» на правах аренды.
С 2021 года выступала за московское «Динамо».

## Личная жизнь
В 2017 году вышла замуж за Константина Симоненко.
В 2018 году окончила факультет летних видов спорта Уральского государственного университета физической культуры.

## Достижения

### С клубами
- двукратный бронзовый призёр чемпионатов России — 2019, 2022.
- бронзовый призёр розыгрыша Кубка России 2021
- обладатель Суперкубка России 2022
- серебряный призер Всероссийская спартакиада 2022.